# Albert Böhler
Albert Böhler (* 28. August 1845 in Frankfurt am Main; † 10. Oktober 1899 in Wien), Sohn des Frankfurter Großkaufmanns Georg Friedrich Böhler, war ein österreichischer Industrieller und Erfinder des „Böhlerstahls“.
Nachdem er 1870 nach Wien gekommen war, übernahm er 1894 mit seinem Bruder Emil (1842–1882) die Stahlwerke in Kapfenberg/Steiermark; die späteren Böhler-Werke. Nach dem Tod von Emil traten Alberts jüngere Brüder Friedrich (1849–1914) und Otto (1847–1913) in die Firma ein.

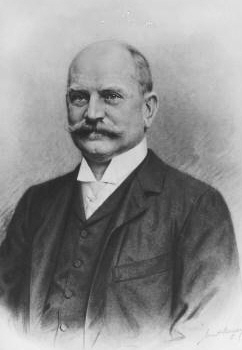
Albert Böhler (um 1890)
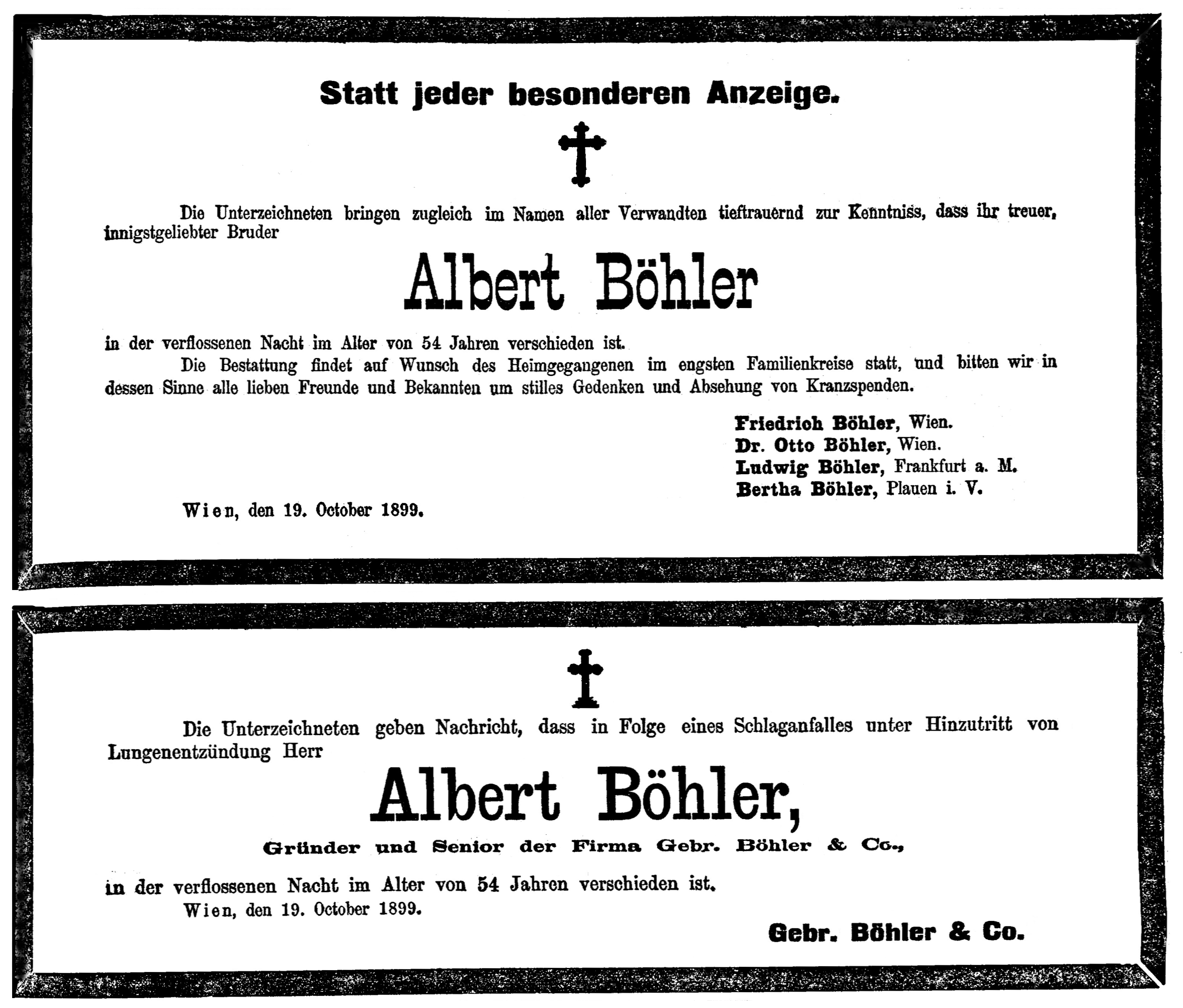
Todesanzeigen
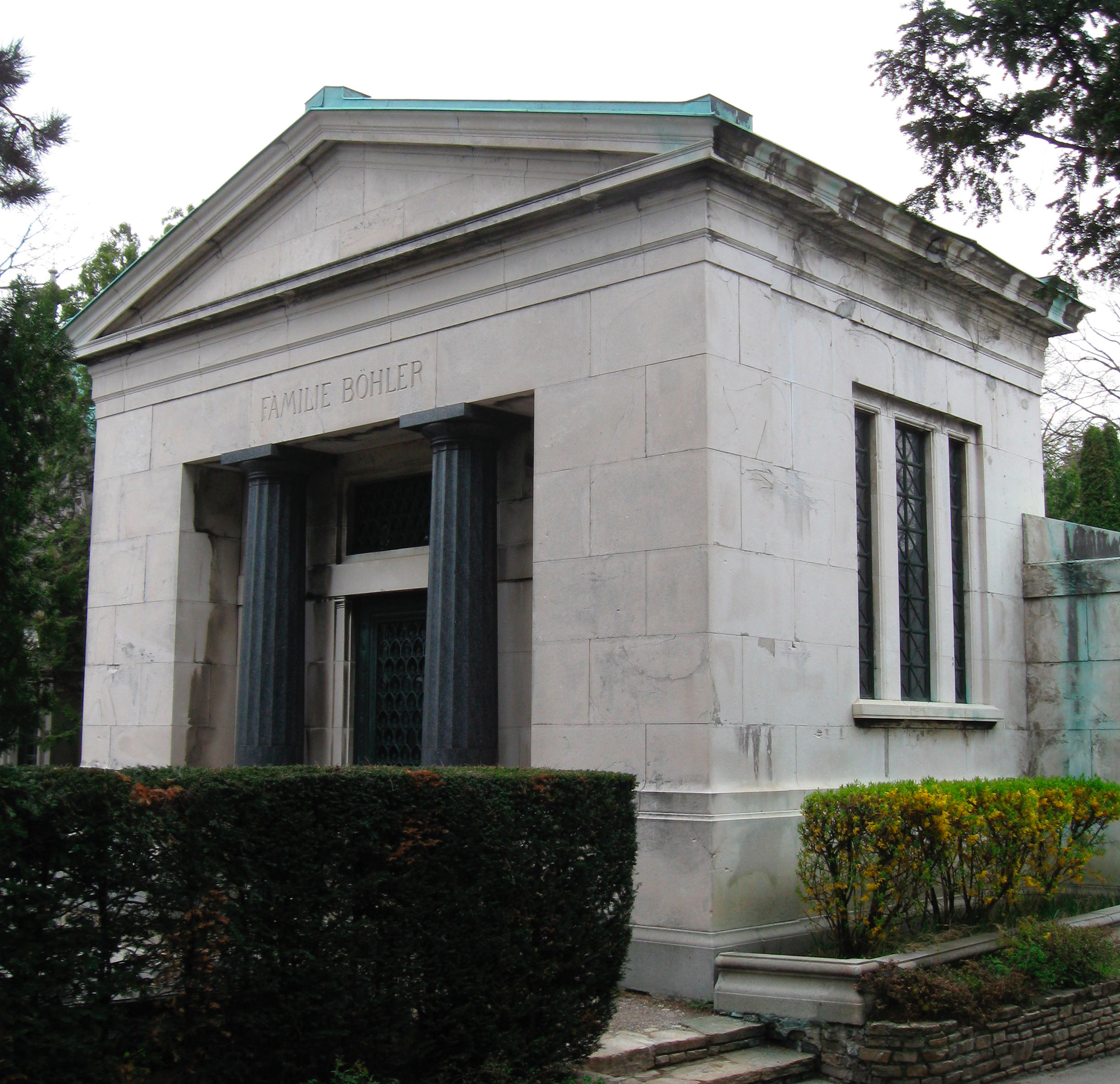
Die Familiengruft am Hietzinger Friedhof

Die Albert-Böhler-Gasse in Kapfenberg erinnert noch heute an ihn.